# Lucille (B.B. King)
Lucille è un album in studio del bluesman B.B. King, pubblicato nel 1968. È intitolato con lo stesso nome con cui chiamava la sua chitarra, una Gibson ES-335 nera.

## Tracce
Tutte le tracce sono di B.B. King, tranne dove è indicato diversamente.
1. Lucille – 10:16
2. You Move Me So – 2:03
3. Country Girl – 4:25
4. No Money, No Luck Blues (Ivory Joe Hunter) – 3:49
5. I Need Your Love (Walter Spriggs) – 2:22
6. Rainin' All the Time – 2:56
7. I'm with You – 2:31
8. Stop Putting the Hurt on Me – 3:04
9. Watch Yourself (Sidney Barnes, Louis Gross, George Kerr) – 5:47

## Formazione
- B.B. King - voce, chitarra
- Maxwell Davis - organo
- Irving Ashby - chitarra
- David Allen - basso
- Lloyd Glenn - pianoforte
- Jesse Sailes - batteria
- Bobby Forte - sax
- Bob McNeely - sax
- Cecil McNeely - sax